# Concerto pour alto no 1 en ré majeur de Stamitz
Pour les articles homonymes, voir concerto pour alto (homonymie).
Le premier concerto pour alto en ré majeur de Carl Stamitz (1745-1801) a été composé en 1774. Il constitue une des œuvres principales pour alto de la période classique.
La préface de l'édition Urtext chez G. Henle Verlag explore les pistes de la création de cette œuvre et indique que cette dernière a probablement été composée pour le propre usage du compositeur, altiste renommé entre 1760 et 1774.

« Staniz [!] le fils, le plus célèbre altiste d’Allemagne et l’un de nos compositeurs les plus aimables. Il a étudié à fond les particularités de l’alto et joue de ce fait de cet instrument avec un charme jusqu’ici inconnu. [...] Il est certain que rien n’a été écrit de meilleur pour l’alto que ce qu’il a lui-
même composé. Ses œuvres possèdent une telle vérité, une telle beauté et un tel charme qu’il passe généralement en Allemagne, en Italie, en France et en Angleterre pour être l’élève des Grâces. »

— Christian Friedrich Daniel Schubart, Ideen zu einer Ästhetik der Tonkunst, p. 140, (en français : « Idées sur une esthétique de la musique »), écrit en 1784/1785 et publié à Vienne en 1806

## Structure
Trois mouvements constituent le concerto : 
- Allegro non troppo
- Andante (moderato)
- Rondo Allegretto

Sa durée approximative est de 22 minutes.

## Instrumentation
Le concerto est composé pour alto solo et orchestre à cordes (violons 1 et 2, altos 1 et 2, violoncelle et contrebasses) avec deux clarinettes en la et deux cors en ré.

## Analyse
Le concerto dure approximativement 22 minutes et alterne les solos et les tuttis courts et longs. Il est souvent décrit comme vivant et charmant.

### Allegro non troppo
Le thème en ré majeur est annoncé par l'orchestre, et plus précisément les violons, dès la première mesure. Le soliste entre bien plus tardivement, à la 70e mesure. Un long tutti prend place au milieu du mouvement.
Selon le compositeur contemporain américain Aaron Rabushka, l’Allegro est marqué par « une ouverture contagieuse et heureuse avec plusieurs idées lyriques planantes » et l'entrée de l’alto caractérisée par « une version embellie de l’idée d’ouverture [qui] se poursuit dans des passages solos qui combinent des mélodies chantantes et des passages virtuoses ».

### Andante (moderato)
L'orchestre ouvre et conclut le mouvement en ré mineur. Le solo d'alto débute dès la mesure quatorze. 
Aaron Rabushka décrit le solo d'alto comme mélancolique et introspectif.

### Rondo Allegretto
La tonalité du premier mouvement est reprise, mais un changement de tonalité vers le mode mineur se déroule à la mesure 58.
Le solo d'alto serait « gracieusement élégant » selon Rabushka, et une « digression pensive » s'opérerait au cours du mouvement.

## Anecdote
Le thème du célèbre Adagio d’Albinoni, œuvre composée en 1945 par Remo Giazotto à partir d'un fragment d’une sonate perdue d’Albinoni se retrouve dans le deuxième mouvement de ce concerto.

## Place dans le monde musical actuel
Le concerto se trouve être l'une des principales œuvres pour alto. Il est fréquemment imposé dans les concours, examens et auditions de musique pour sa technicité, et est plus rarement joué en concert.